# قورباغه بادپای تای
قورباغه بادپای تای (نام علمی: Leptobrachium hendricksoni) نام یک گونه از سرده قورباغه‌های بادپای شرقی است.